# Abom jezik
Abom jezik (ISO 639-3: aob), jedan od pet jezika skupine tirio, transnovogvinejske jezične porodice. 
Ovim gotovo izumrlim jezikom govori svega 15 starijih ljudi (2002 SIL) u selima Tewara, Lewada i Mutam u Papui Novoj Gvineji, provincija Western.

## Vanjske poveznice
- Ethnologue (14th)
- Ethnologue (15th)